# 申屠建
申屠 建（しんと けん、? - 25年）は、中国の新末の更始帝（劉玄）配下の武将。

## 事跡

### 長安攻略
| 姓名         | 申屠建                              |
| 時代         | 新代                                |
| 生没年       | 生年不詳 - 25年（更始3年）          |
| 字・別号     | 〔不詳〕                            |
| 出身地       | 〔不詳〕                            |
| 職官         | 繡衣御史〔更始〕→西屏大将軍〔更始〕 |
| 爵位・号等   | 平氏王〔更始〕                      |
| 陣営・所属等 | 更始帝                              |
| 家族・一族   | 〔不詳〕                            |

申屠建が史書に登場するのは、更始元年（23年）に更始帝の政権（以下「更始政権」とする）が成立してからであるため、新市・下江・平林・舂陵のいずれの軍出身か、あるいはそれ以外の勢力の出身なのかは不明である。ただ、『漢書』王莽伝によれば、申屠建はかつて崔発の下で『詩経』を研究したことがあるとされていることから、富裕な士大夫層出身の可能性が高い。
更始元年（23年）6月に宛攻略等で声望を高めた劉縯（劉秀の兄）を、更始政権の諸将は恐れて殺害しようと謀る。あるとき、更始帝が劉縯から宝剣を見せてもらう機会があり、繡衣御史として側にいた申屠建は、玉玦を示して劉縯を殺害するよう促したが、この時の更始帝は決断できなかった。結局、この直後に大司馬朱鮪と五威将軍李軼が謀り、劉縯を誅殺している。
同年8月、西屏大将軍に任じられた申屠建は、丞相司直李松や趙萌らと共に、更始帝から長安攻略を命じられ、まず武関を攻めた。三輔で挙兵していた鄧曄・于匡の支援もあり、申屠建らは武関を破って長安へ攻め入り、王莽を斬って新を滅ぼした。その際、先行して長安入りし、漢大将軍と自称して玉璽や宮女、儀杖を秘蔵していた王憲を、申屠建と趙萌は誅殺した。しかし、このために、三輔の民衆も王莽と同様に尽く処刑されるというデマが広がり、三輔各地で更始政権に対する反乱が頻発した。申屠建らはこれを鎮圧できず、この三輔の反乱は、更始2年（24年）2月に更始帝が長安入りし、大赦を布告するまで続いた。
また、この時に、かつての学問の師である新の大司空崔発が申屠建を頼って降伏してきたが、崔発が王莽の即位を正統化する言質をもたらしていたことを知ると、申屠建は丞相劉賜に崔発の身柄を引き渡し、これを処刑させている。

### 兵変画策と最期
申屠建と李松は、更始帝に皇帝の輿と服を送って長安遷都を促し、更始もそれに応えて長安入りする。まもなく申屠建は平氏王に封じられた。
更始3年（25年）6月、更始政権の重鎮王匡が劉秀の部将の鄧禹に敗れ、赤眉軍が西進してくると、申屠建は王匡・張卬・廖湛・胡殷と共に、いったん南陽へ逃れることを更始帝に進言したが、更始帝は拒否した。これに不満を抱いた申屠建は、張卬・廖湛・胡殷・隗囂と共に、更始帝へのクーデターを図ったが、更始帝はこれを事前に察知し、5人を呼び寄せて誅殺しようとする。張卬ら4人は状況の変化を悟って逃走したが、申屠建だけは、呼び出しに応じてそのまま宮廷内に留まってしまい、更始帝により誅殺されてしまった。

## 関連記事
- 新末後漢初